# Southern View
Southern View – wieś w Stanach Zjednoczonych, w stanie Illinois, w hrabstwie Sangamon.